# 新上駅
新上駅（シンサンえき）は朝鮮民主主義人民共和国咸鏡南道定平郡に位置する朝鮮民主主義人民共和国鉄道省平羅線の駅である。

## 歴史
- 1919年12月15日：開業[1]。